# Siyəzən
Siyəzən (ook: Siyazan) is een stad in Azerbeidzjan en is de hoofdplaats van het district Siyəzən.
De stad telt 24.300 inwoners (01-01-2012).